# Симфония № 9 (Брукнер)
Симфония № 9 ре минор, WAB 109 Антона Брукнера писалась в 1887—1896 годах; последняя, четвёртая часть осталась незавершённой. Посвящена Богу. Премьера состоялась 11 февраля 1903 в Вене под управлением Фердинанда Лёве, который внёс в партитуру множество неавторизованных изменений. Авторская редакция симфонии впервые прозвучала в 1932 году в Мюнхене. В настоящее время симфония чаще всего исполняется в трёхчастной авторской форме, без последующих изменений, реже — с реконструированным финалом или с Те Deum в качестве последней части.

## История
Последние годы жизни Антона Брукнера ознаменовались долгожданным признанием его сочинений, но были омрачены общим упадком сил, что усугублялось хроническими сердечными и простудными заболеваниями, а также нервным расстройством. Так, в 1890 году он был вынужден просить у дирекции Венской консерватории отпуск для улучшения здоровья. Эскизы первой части последней симфонии Брукнера относятся к 21 сентября 1887 года, однако из-за разочарования в связи с неприятием начальной версии симфонии № 8 он прервал работу (как это неоднократно бывало с другими симфониями), чтобы редактировать свои прежние произведения. После выхода на пенсию и окончания преподавательской деятельности, которой он посвятил 22 года жизни, тяжело больной композитор сконцентрировал усилия на создании Девятой симфонии. Дальнейшую хронологию её создания можно проследить по отметкам о ходе работы: «Первая часть: конец апреля 1891 — 14 октября 1892 — 23 декабря 1893»; «Скерцо: 27 февраля 1893 — 15 февраля 1894»; «Adagio: 31 октября 1894 — 30 ноября 1894. Вена Д-р А. Брукнер».

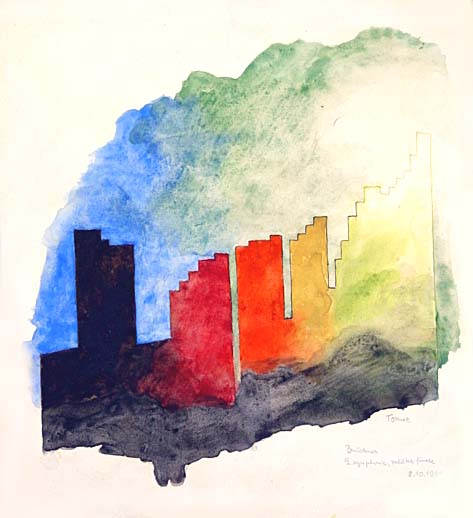
Эдуард Томек. Девятая симфония Антона Брукнера

Симфонии предпослано посвящение «возлюбленному Богу» (dem lieben Gott). Брукнер был глубоко верующим человеком, выполнял необходимые религиозные ритуалы, молился, долгое время работал органистом в церкви (друзья даже называли его «святая простота»). Практически весь первый период творчества Брукнера был связан с религиозной тематикой (мессы, хоры, Те Deum); в симфониях он применял хоральные звучания, некоторые темы из месс переносил в симфонические произведения и т. д. Вокально-симфоническому произведению Те Deum композитор предпослал следующие слова: «любимому Богу в память о пережитых в Вене страданиях». На вопрос о мотивации к созданию Те Deum Брукнер ответил, что это благодарность Богу, так как недоброжелателям «не удалось меня погубить». По его словам: «Я хочу, когда будет судный день, подать господу партитуру „Те Deum’a“ и сказать: „Посмотри, это я сделал только для тебя одного!“ Уж после этого я, наверное, проскочу». Также интересно, что в период работы над симфонией Брукнер записал своеобразную молитву: «Милостивый боже, дай мне скорее выздороветь! Посмотри, мне ведь нужно быть здоровым, чтобы закончить Девятую!»
Смерть прервала работу Брукнера над финалом симфонии, хотя ещё утром в день своей смерти композитор работал над ней. По сохранившимся музыкальным материалам последней части видно, что финал задуман как грандиозная по размерам часть с фугой и хоралом, как в симфонии № 5. Считается, что в конце жизни композитор высказывал желание, чтобы при исполнении Девятой симфонии в качестве финала звучал его Те Deum. У этой версии есть как сторонники, так и своих противники. По мнению последних, с музыкальной точки зрения это пожелание нельзя признать обоснованным, так как Те Deum имеет другую тональность (до мажор) и по своему характеру не гармонирует с музыкой законченных трёх частей симфонии. По мнению музыковеда Л. Г. Раппопорта: «Монументальное Adagio настолько содержательно, что может завершать симфонический цикл и не нуждается в дополнениях».
Премьера Девятой симфонии состоялась 11 февраля 1903 года в Вене, дирижировал Фердинанд Лёве, отредактировав партитуру таким образом, чтобы приблизить оркестровое звучание к «вагнеровскому». Несмотря на редактуру, искажающую авторский замысел, премьера прошла успешно. Авторская редакция симфонии впервые прозвучала в 1932 году в Мюнхене.

## Состав оркестра
Оркестр, так же как в симфонии № 8, увеличен до тройного состава деревянных духовых и труб; в группу медных духовых введены дополнительные четыре вагнеровские тубы.
Деревянные духовые
3 флейты
3 гобоя
3 кларнета (B)
3 фагота
Медные духовые
8 валторн (F, B)
3 трубы (F)
3 тромбона
туба
4 вагнеровские тубы (F, В)
Ударные
литавры
Струнные
I и II скрипки
альты
виолончели
контрабасы

## Структура
Симфония состоит из трёх частей, приблизительной длительностью звучания около часа:
1. Feierlich, Misterioso
2. Scherzo. Bewegt, lebhaft
3. Adagio. Langsam, feierlich

### Финал
Существовал цельный замысел финала, однако был ли он полностью записан, точно не установлено. До наших дней финал дошёл лишь в виде фрагментов и эскизов различной степени законченности. Все сохранившиеся материалы систематизированы и изданы факсимиле в венском Полном собрании сочинений Брукнера под редакцией Дж. А. Филлипса. Начиная с середины 1980-х годов брукнероведы предпринимают попытки по воссозданию оригинального замысла композитора.
Проблема воссоздания финала усложняется тем, что вскоре после смерти Брукнера в его дом нагрянули собиратели автографов; в результате некоторые наброски были позднее обнаружены на значительном удалении от Вены, например в Вашингтоне. Брукнер знал, что может не успеть закончить симфонию, и предложил в случае отсутствия финала заменять его своим Te Deum, но в таком виде симфония исполняется редко.

## Музыка
Симфония, подытоживая творчество Брукнера, синтезирует наиболее типичные черты и особенности его музыкального мира. Если первая эпическая часть возрождает дух бетховенской героики и перекликается в этом отношении с симфонией № 3, то вторая часть (Scherzo) насыщена иронией, гротеском при сохранении характерных для многих его предыдущих скерцо эпико-фантастических образов.
Adagio насыщенно глубоким философским смыслом: «включая в него темы из собственных седьмой и восьмой симфоний, композитор как бы подчёркивает, что это итог его многолетних раздумий о жизни и смерти». Эрнст Курт отмечал, что главной чертой первой темы и драматургии Адажио в целом, её тематизма является как бы «растворение»: «общее очертание формы является в основе своей развитием идеи растворения. Форма становится здесь антиформой».
Adagio. Langsam, feierlich. Первая тема..
Вместе с тем отмечается, что в этом произведении усложнился музыкальный язык композитора, а некоторые своеобразные интонационные и гармонические обороты могут свидетельствовать о том, что автор приблизился к открытию нового стиля. Для симфонии характерны усложнённая полифонизация, углубление экспрессивных лирических интонаций, тонкость и напряжённость гармонических красок, возрастание напряжённости модуляционного движения, заострение экспрессивного языка и красочности отдельных созвучий, а могучие оркестровые тутти соседствуют с камерными звучаниями.
По аналогии с симфонией h-moll Франца Шуберта сочинение Брукнера зачастую называют «Неоконченная симфония». Считается, что в этом монументальном произведении Брукнер отдал дань симфонизму почитаемого им Людвига ван Бетховена. Музыковеды указывают на символизм номеров последних симфоний этих композиторов (см. «Проклятие девятой симфонии»), а также на обращение в конце творческого пути к героико-трагедийной концепции симфонии № 9 Бетховена. Так, М. Н. Филимонова отмечает, что в своём итоговом сочинении Брукнер максимально близко приблизился к симфонизму Бетховена, к чему она прежде всего относит драматическое, поднимающееся к высотам трагедийности раскрытие внутренних конфликтов, героический пафос первой части, динамичность развития, психологическую глубину произведения. С другой стороны, в этом сочинении явственно проступает различие между симфонизмом Бетховена и Брукнера:
Сам конфликт брукнеровской симфонии иного, не бетховенского типа. Он рождён романтическим разладом между стремлением к идеалу гармонии, добра и человечности и реальной судьбой личности с её страданиями, трагическими утратами, смертью. Совершенно иной аспект приобрела и сама идея борьбы. Если у Бетховена она направлена на утверждение свободы и счастья человечества, то у Брукнера она воплощает мощное противостояние человеческого духа натиску грозной, неумолимой судьбы.

## Версии

### 1894
Оригинальная версия первых трёх частей. Брукнер работал над ней с сентября 1887 по ноябрь 1894 года. Издана под редакцией А. Ореля (1932), Л. Новака (1951) и Б.-Г. Корса (2000).

### 1903
Премьерная версия и первое издание под редакцией Ф. Лёве. Содержит множество неавторизованных исправлений.

## Избранная дискография
Первая полная запись сделана в 1934 году: Отто Клемперер с Нью-Йоркским филармоническим оркестром; версия 1894 (Орель).

### Версия 1894 (Орель)
- Карл Шурихт с симфоническим оркестром Берлинского радио (1937?), Берлинским муниципальным оркестром (1943), Симфоническим оркестром Штутгартского радио (1951) и Венским филармоническим оркестром (1955)
- Освальд Кабаста c Мюнхенским филармоническим оркестром (1943)
- Вильгельм Фуртвенглер с Берлинским филармоническим оркестром (1944)
- Бруно Вальтер c Нью-Йоркским филармоническим оркестром (1946, 1953, 1957), Филадельфийским оркестром (1948), Венским филармоническим оркестром (1953) и симфоническим оркестром «Коламбия» (1959)
- Ханс Росбауд с оркестром Юго-Западного радио Германии (1959)

### Версия 1894 (Новак)
- Яша Горенштейн с Венским симфоническим оркестром «Pro Musica» (1953) и Симфоническим оркестром Би-Би-Си (1970)
- Ойген Йохум c Симфоническим оркестром Баварского радио (1954), Берлинским филармоническим оркестром (1964, 1977), Саксонской государственной капеллой (1978), Симфоническим оркестром Берлинского радио (1983), Мюнхенским филармоническим оркестром (1983) и Филадельфийским оркестром (1985)
- Эдуард ван Бейнум с оркестром Консертгебау (1955)
- Карл Шурихт с Симфоническим оркестром Франкфуртского радио (1957), Симфоническим оркестром Северогерманского радио (1960), Венским филармоническим оркестром (1961) и Симфоническим оркестром Баварского радио (1963)
- Франц Конвичный с Симфоническим оркестром Лейпцигского радио (1962)
- Герберт фон Караян c Венским филармоническим оркестром (1962, 1976, 1978) и Берлинским филармоническим оркестром (1966, 1970, 1974, 1975, 1976, 1985)
- Зубин Мета с Венским филармоническим оркестром (1965, 2009)
- Бернард Хайтинк с оркестром Консертгебау (1965, 1981, 2009), Берлинским филармоническим оркестром (1989), Симфоническим оркестром Баварского радио (2001) и Чикагским симфоническим оркестром (2009)
- Леонард Бернстайн с Нью-Йоркским филармоническим оркестром (1969) и Венским филармоническим оркестром (1970, 1990)
- Серджиу Челибидаке с Симфоническим оркестром Итальянского радио (1969), Симфоническим оркестром Шведского радио (1969), Симфоническим оркестром Штутгартского радио (1974) и Мюнхенским филармоническим оркестром (1981, 1986, 1991, 1995)
- Отто Клемперер с Новой филармонией (1970)
- Карло Мария Джулини c Нью-Йоркским филармоническим оркестром (1974), Чикагским симфоническим оркестром (1976), оркестром Консертгебау (1978), Лос-Анджелесским филармоническим оркестром (1980), Венским филармоническим оркестром (1988) и Симфоническим оркестром Штутгартского радио (1996)
- Гюнтер Ванд с Симфоническим оркестром Кёльнского радио (1979), оркестром Юго-Западного радио Германии (1979), Симфоническим оркестром Би-Би-Си (1987), Симфоническим оркестром Северогерманского радио (1988, 1993, 2000, 2001), Немецким симфоническим оркестром Берлина (1993), Берлинским филармоническим оркестром (1998) и Мюнхенским филармоническим оркестром (1998)
- Евгений Мравинский с оркестром Ленинградской филармонии (1980)
- Георг Тинтнер c Королевским шотландским национальным оркестром (1997)

### Версия 1894 (Корс)
- Николаус Арнонкур с Венским филармоническим оркестром (2002)

### Версия 1903
- Ханс Кнаппертсбуш с Берлинским филармоническим оркестром (1950) и Баварским государственным оркестром (1958)
- Йозеф Крипс c Нью-Йоркским филармоническим оркестром (1965)